# Acacia hemsleyi
Acacia hemsleyi é uma espécie de leguminosa do gênero Acacia, pertencente à família Fabaceae.